# Trym Bergman
Trym Bergman (Horten, 24 gennaio 1969) è un ex calciatore norvegese, di ruolo centrocampista.

## Carriera

### Club
Bergman cominciò la carriera con la maglia dello Ørn-Horten, prima di passare al Kongsvinger. Debuttò nella Tippeligaen in data 26 aprile 1992, quando fu titolare nel successo per 2-0 sul Mjøndalen. Il 16 maggio dello stesso anno, segnò la prima rete: realizzò il gol della sua squadra nella sconfitta per 3-1 contro lo Start. Alla sua prima stagione al club, contribuì al raggiungimento del secondo posto finale, miglior posizione mai raggiunta dal Kongsvinger nella sua storia.
Rimase in squadra fino al campionato 1999, che si concluse con la retrocessione della sua squadra. Nel 2000, infatti, passò agli svedesi dell'Hammarby. Esordì nella Allsvenskan il 10 aprile, nella sconfitta per 1-0 contro il Sundsvall. Il 19 luglio dello stesso anno, segnò la prima rete, sancendo il successo per 1-0 sull'Örgryte. Con lo Hammarby, vinse il campionato 2001, che sarà l'unico titolo della sua carriera.
Tornò poi in patria, per giocare nel Sandefjord. Il primo incontro con questa maglia fu datato 13 aprile 2003, quando fu titolare nel successo per 2-0 contro lo Ørn-Horten. Il 29 maggio siglò il primo gol, nel successo per 2-1 sull'Alta. Si ritirò al termine del campionato 2005, che terminò con la promozione del suo Sandefjord.

## Palmarès

### Club

#### Competizioni nazionali
- Campionato svedese: 1

Hammarby: 2001